# View from the Vault, Volume Four
View from the Vault, Volume Four je koncertní čtyřalbum skupiny Grateful Dead. Jedná se o poslední, čtvrtou, část série View from the Vault. Album vyšlo 8. dubna 2003 u Grateful Dead Records.

## Seznam skladeb
| Disk 1 | Disk 1                                | Disk 1                 | Disk 1 |
| Pořadí | Název                                 | Autor                  | Délka  |
| ------ | ------------------------------------- | ---------------------- | ------ |
| 1.     | Jack Straw                            | Weir, Hunter           |        |
| 2.     | Mississippi Half-Step Uptown Toodeloo | Garcia, Hunter         |        |
| 3.     | My Brother Esau                       | Weir, Barlow           |        |
| 4.     | Friend of the Devil                   | Garcia, Dawson, Hunter |        |
| 5.     | Me and My Uncle                       | Phillips               |        |
| 6.     | Big River                             | Cash                   |        |
| 7.     | When Push Comes To Shove              | Garcia, Hunter         |        |
| 8.     | Far from Me                           | Mydland                |        |
| 9.     | Cassidy                               | Weir, Barlow           |        |
| 10.    | Deal                                  | Garcia, Hunter         |        |

| Disk 2 | Disk 2              | Disk 2                 | Disk 2 |
| Pořadí | Název               | Autor                  | Délka  |
| ------ | ------------------- | ---------------------- | ------ |
| 1.     | Hell in A Bucket    | Weir, Barlow           |        |
| 2.     | Scarlet Begonias    | Garcia, Hunter         |        |
| 3.     | Playing in the Band | Weir, Hart, Hunter     |        |
| 4.     | Drums               | Kreutzmann, Hart       |        |
| 5.     | Space               | Grateful Dead          |        |
| 6.     | Uncle John's Band   | Garcia, Hunter         |        |
| 7.     | Dear Mr. Fantasy    | Capaldi, Winwood, Wood |        |
| 8.     | I Need A Miracle    | Weir, Barlow           |        |
| 9.     | Bertha              | Garcia, Hunter         |        |
| 10.    | Sugar Magnolia      | Weir, Hunter           |        |

| Disk 3 | Disk 3                      | Disk 3         | Disk 3 |
| Pořadí | Název                       | Autor          | Délka  |
| ------ | --------------------------- | -------------- | ------ |
| 1.     | Iko Iko                     | Crawford       |        |
| 2.     | New Minglewood Blues        | Lewis          |        |
| 3.     | Tons of Steel               | Mydland        |        |
| 4.     | West L.A. Fadeaway          | Garcia, Hunter |        |
| 5.     | When I Paint My Masterpiece | Dylan          |        |
| 6.     | Mexicali Blues              | Weir, Barlow   |        |
| 7.     | Bird Song                   | Garcia, Hunter |        |
| 8.     | Promised Land               | Berry          |        |

| Disk 4 | Disk 4           | Disk 4           | Disk 4 |
| Pořadí | Název            | Autor            | Délka  |
| ------ | ---------------- | ---------------- | ------ |
| 1.     | Shakedown Street | Garcia, Hunter   |        |
| 2.     | Looks Like Rain  | Weir, Barlow     |        |
| 3.     | Terrapin Station | Garcia, Hunter   |        |
| 4.     | Drums            | Kreutzmann, Hart |        |
| 5.     | Space            | Grateful Dead    |        |
| 6.     | The Other One    | Weir, Kreutzmann |        |
| 7.     | Stella Blue      | Garcia, Hunter   |        |
| 8.     | Throwing Stones  | Weir, Barlow     |        |
| 9.     | Not Fade Away    | Holly, Petty     |        |

## Sestava
- Jerry Garcia – sólová kytara, zpěv
- Bob Weir – rytmická kytara, zpěv
- Phil Lesh – basová kytara, zpěv
- Brent Mydland – klávesy, zpěv
- Bill Kreutzman – bicí, perkuse
- Mickey Hart – bicí, perkuse